# Staphylococcus aureus
Staphylococcus aureus é uma bactéria esférica, do grupo dos cocos gram-positivos, frequentemente encontrada na pele e nas fossas nasais de pessoas saudáveis. Contudo pode provocar doenças, que vão desde uma simples infecção (acnes, furúnculos e celulites) até infecções graves (pneumonia, meningite, endocardite, síndrome do choque tóxico, sepse e outras).
É uma bactéria Gram-positiva de forma esférica , membro da Bacillota e é um membro comum da microbiota do corpo, frequentemente encontrada no trato respiratório superior e na pele. Muitas vezes é positivo para catalase e redução de nitrato e é um anaeróbio facultativo que pode crescer sem a necessidade de oxigênio.   Embora o S. aureus geralmente atue como um parasita da microbiota humana, ele também pode se tornar um patógeno oportunista, sendo uma causa comum de infecções de pele incluindo abscessos, infecções respiratórias como sinusite e intoxicação alimentar. As cepas patogênicas geralmente promovem infecções produzindo fatores de virulência, como potentes toxinas proteicas e a expressão de uma proteína da superfície celular que se liga e inativa os anticorpos. S. aureus é um dos principais patógenos para mortes associadas à resistência antimicrobiana e ao surgimento de cepas resistentes a antibióticos, como S. aureus resistente à meticilina (MRSA), é um problema mundial na medicina clínica. Apesar de muita pesquisa e desenvolvimento , nenhuma vacina para S. aureus foi aprovada. 
Estima-se que 20% a 30% da população humana sejam portadores de longo prazo de S. aureus,  que podem ser encontrados como parte da flora normal da pele, nas narinas  e como um habitante normal do trato reprodutivo inferior das fêmeas.  S. aureus pode causar uma série de doenças, desde pequenas infecções de pele, como espinhas, impetigo, furúnculos, celulite, foliculite, carbúnculos, síndrome da pele escaldada e abscessos, até doenças com risco de vida, como pneumonia, meningite, osteomielite, endocardite, síndrome do choque tóxico, bacteremia e sepse . Ainda é uma das cinco causas mais comuns de infecções hospitalares e é frequentemente a causa de infecções de feridas após cirurgias. 

## Fatores específicos doS. aureus
As toxinas são proteínas produzidas e secretadas ou expostas à superfície pela bactéria cuja atividade é destrutiva para as células humanas. Para outras toxinas que o S. aureus possui em comum com outros estafilococos, veja nessa página.
1. Cápsula: Dificultam a fagocitose
2. Proteína A: presente na parede celular do S. aureus. Ela prende anticorpos circulantes da classe IgG, pela sua região constante Fc), neutralizando a sua função. Impedindo a adesão de imunoglobulinas, Não deixando assim  à ativação do complemento.
3. Toxina alfa: forma poros na membrana das células destruindo-as. É frequente atacar as células de músculo liso vasculares, mas ataca qualquer tipo de célula, como eritrócitos.
4. Toxina beta ou esfingomielase C: hidrolisa (degrada) determinados lípidos, como esfingomielina e lisofosfatidilcolina, da membrana celular de células. Destrói desta forma muitos tipos de células.
5. Toxinas esfoliativas: presentes nas estirpes (5-10%) que causam síndromes esfoliativas da pele. Há duas formas ETA e ETB (toxinas esfoliativas A e B). São proteases de serina que destroem os desmossomas que unem as células da pele umas às outras, resultando em perda da camada superior da pele (esfoliação).
6. Enterotoxinas, resistentes aos sucos agressivos gastrointestinais, são produzidas por 30-50% das estirpes de S. aureus. Provocam ativação imprópria do sistema imune, levando à produção de citocinas, causando danos aos tecidos. A gastroenterite é causada pelo consumo de alimentos contaminados por S. aureus.
7. Toxina da síndrome de choque: é um superantígeno, ou seja, ativa de forma não específica os linfócitos gerando reações imunitárias despropositadas e danosas para o indivíduo.

## Papel na saúde
Em humanos, o S. aureus pode estar presente no trato respiratório superior, na mucosa intestinal e na pele como um membro da microbiota normal.  No entanto, como o S. aureus pode causar doenças sob certas condições ambientais e do hospedeiro, ele é caracterizado como um "patobionte" (habitualmente não causam danos à saúde). 

### Bacteremia
S. aureus é uma das principais causas de infecções da corrente sanguínea em grande parte do mundo industrializado.  A infecção geralmente está associada a rupturas na pele ou membranas mucosas devido a cirurgia, lesão ou uso de dispositivos intravasculares, como cateteres, máquinas de hemodiálise ou drogas injetáveis.  Depois que as bactérias entram na corrente sanguínea, elas podem infectar vários órgãos, causando endocardite infecciosa, artrite séptica e osteomielite .  Essa doença é particularmente prevalente e grave em pessoas muito jovens e muito idosas.  Sem tratamento antibiótico, a bacteremia por S. aureus tem uma taxa de letalidade de cerca de 80%.  Com o tratamento com antibióticos, as taxas de letalidade variam de 15% a 50%, dependendo da idade e do estado de saúde do paciente, bem como da resistência antibiótica da cepa de S. aureus . 

## Doenças causadas peloS.aureus
- Síndrome de choque tóxico: devido à produção de toxinas de choque tóxico. Ocorre especialmente em mulheres que usam absorventes internos que utilizam fibras sintéticas e produtos químicos que aumentam a absorção durante a menstruação. Esta doença potencialmente mortal (5% dos casos resultam em morte), inicia-se abruptamente, com hipotensão, febre, eritemas difusos. Pode haver choque séptico e perda de consciência, seguida de insuficiência de múltiplos órgãos. O tratamento com antibiótico é a única cura e deve ser administrado de emergência.
- Gastroenterite estafilocócica: devido à presença de enterotoxinas na comida ingerida, e não a uma infecção. Comum em presunto e outras carnes com sal, que não apresentam nenhum sinal ou gosto diferente. Caracteriza-se por aparecimento súbito (após 4h) de vômitos, diarreia aquosa, dores abdominais.
- Síndrome de pele escaldada estafilocócica: devido a S.aureus produtor da toxina esfoliativa. Caracteriza-se por aparecimento súbito de eritemas (zonas vermelhas dolorosas) que começam em redor da boca e se espalham para o resto do corpo. Formam-se bolhas de liquido claro, e pequenos toques chegam para remover a pele. As zonas esfoliadas (sem pele) podem dar oportunidade a outros invasores. Se não houver complicações desse tipo resolve-se em uma semana.
- Impetigo é uma infecção da pele, que toma a forma de uma mácula (pequena mancha vermelha) e progride para pústula cheia de pus. Esta pode romper, e espalhar-se para outras regiões.
- Foliculite é uma infecção com pus de um folículo piloso. Pode progredir para furúnculo com nódulo grande e vermelho e depois para carbúnculo e estender-se para o tecido cutâneo.
- Em feridas pode causar infecções se houver material estranho onde esteja em reserva alimentando-se do sangue da hemorragia.
- Endocardite: infecção no coração após circulação pelo sangue (bacteremia). Mortalidade de 50%. Febre, dores no tórax.
- Osteomielite: infecção da matriz interna óssea.
- Pneumonia: pode ocorrer por aspiração de comida semi digerida (vômito, por exemplo).